# 朴相煕
朴 相煕（박상희、パク・サンヒ、ぼく・そうき、1906年9月10日 - 1946年10月6日）は、朝鮮独立運動家であり、 ジャーナリストである。 大韓民国の大統領を務めた朴正煕は弟であり、元大韓サッカー協会長の朴埈弘は息子、政治家金鍾泌は娘・朴栄玉の夫である。元国会議員の朴在鴻は甥、元大統領の朴槿恵は姪である。

## 生涯
慶尚北道漆谷郡若木面（ヤンモンミョン）出身で、本貫は高霊である。朴成彬と白南義の6男2女の三男として生まれた。
日本統治時代の朝鮮に新幹会、1934年、朝鮮中央日報の支局長、1935年、東亜日報の記者などのジャーナリストとして活動した。日本統治時代の1940年代呂運亨が結成した建国同盟で活動したりした。
独立（解放）後は、朝鮮建国準備委員会亀尾支部を創設し、1946年には民主主義民族戦線善山郡（ソンサングン）支部事務局長を引き受けて活動した。大邱10月事件で慶尚北道一帯にデモが広がると、10月1日に警察の銃撃を受けて死亡した。